# Ajiaco de Bogotá

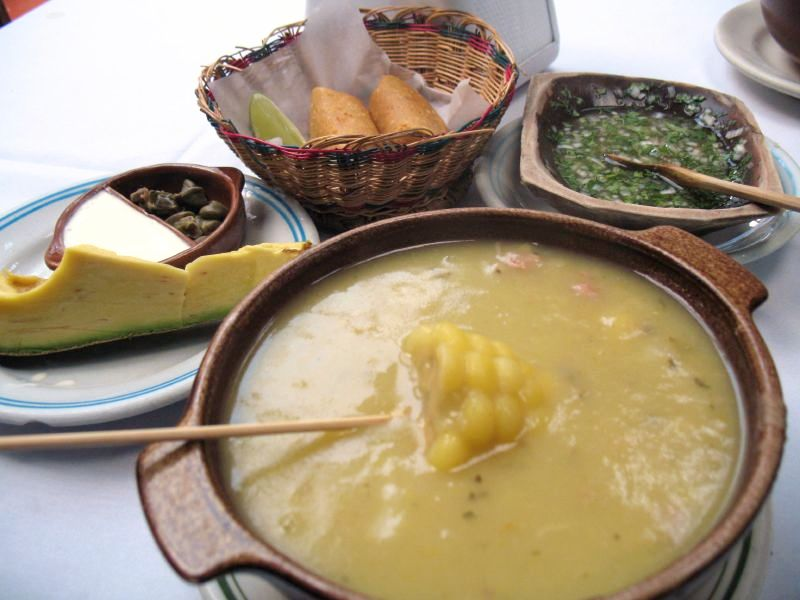
Ajiaco mit Avocado, Sahne, Kapern, Zitrone, Empanadas und Koriander

Ajiaco de Bogotá oder Ajiaco Santafereño ist eine sämige kolumbianische Hühnersuppe mit verschiedenen Kartoffelsorten und Maiskolben. Das Grundgewürz für den Ajiaco ist Guasca, das „Kleinblütige Knopfkraut“ oder „Franzosenkraut“. Die Bezeichnung des Gerichts leitet sich von der kolumbianischen Hauptstadt Bogotá bzw. deren alter Bezeichnung Santa Fé de Bogotá ab.
Der typische Ajiaco wird aus Hühnerfleisch und drei Kartoffelsorten zubereitet. Die kleinknollige Papa criolla zerfällt während des Kochens und verleiht dem Gericht seine gelbe Farbe. Die zwei anderen Kartoffelsorten können variieren, jedoch werden in den meisten Rezepten eine mehlige Sorte wie Papa pastusa und eine festkochende Sorte wie Papa sabanera genannt. Auch Koriander wird großzügig verwendet. Garniert wird üblicherweise mit Sahne und Kapern. Serviert wird mit einer Portion Reis und einem Stück Avocado.